# Noé Ramichvili
Noé Ramichvili  (en géorgien : ნოე რამიშვილი), né le 5 avril 1881 en Géorgie, à l'époque dans l'Empire russe, est un homme politique transcaucasien et géorgien, membre du Parti ouvrier social-démocrate de tendance menchévique, exilé en France à la suite de l'invasion de son pays par l'Armée rouge, et assassiné le 7 décembre 1930 à Paris.
Il fut tour à tour ministre de l'Intérieur de la République démocratique fédérative de Transcaucasie, président du 1er gouvernement de la République démocratique de Géorgie, ministre de l'Intérieur et de la Guerre dans les 2e et 3e gouvernements de cette république.

## Biographie

### Jeunesse
En 1902, il rejoint le Parti ouvrier social-démocrate géorgien après avoir été expulsé de l'Université d'Iouriev (aujourd'hui Tartu, en Estonie).
En mars 1905, à Batoumi, il défend les thèses menchéviques au sein du Comité central de Transcaucasie et met en minorité Joseph Djougachvili (Staline), partisan des thèses bolchéviques.

### République démocratique fédérative de Transcaucasie
Le 22 avril 1918, il est nommé ministre de l'Intérieur dans l'Exécutif de la République démocratique fédérative de Transcaucasie regroupant les territoires de l'Arménie, l'Azerbaïdjan, la Géorgie et des territoires annexés plus tard par l'Empire ottoman, mission rendue particulièrement délicate par le retour désordonné des soldats russes du front ottoman sur consignes bolchéviques.

### République démocratique de Géorgie
Le 26 mai 1918, après la proclamation du retour à l'indépendance de la Géorgie, Noé Ramichvili est élu président du gouvernement par l'Assemblée parlementaire provisoire géorgienne. Il constitue un gouvernement d'union nationale, avec des représentants des Partis social-démocrate, social-fédéraliste et national-démocrate géorgiens.
Le 24 juillet 1918, il est remplacé et devient ministre de l'Intérieur.
À partir de mars 1919, il cumule les responsabilités de ministre de l'Intérieur, de ministre de la Défense et de ministre de l'Éducation nationale.
Il doit faire face à une situation de guerre au Sud contre les armées ottomanes (Akhalkalaki, Akhaltsikhé, Borjomi, Bortchalo) et au Nord contre les armées bolchéviques russes (col du Darial), ainsi qu'à l'Ouest contre les armées blanches du général russe Dénékine.
Il doit faire face également aux troubles sécessionnistes -attribués aux bolcheviques-  en Ossétie du Sud : la Garde populaire (sous contrôle de l'Assemblée constituante) et l'armée géorgienne (sous contrôle du gouvernement) interviennent. Des exactions sont commises de part et d'autre.
En juin 1919, Noé Ramichvili participe aux négociations avec l'Azerbaïdjan et co-signe avec Evguéni Guéguétchkori, ministre des Affaires étrangères, un traité de défense mutuelle.
En octobre 1919, des troubles -également attribués aux bolcheviques- éclatent à Batoumi : il  fait donner l'armée géorgienne. La Garde Nationale intervient.
En mai 1920, après la signature du traité de paix entre la Russie bolchévique et la République démocratique de Géorgie, il se résout à faire libérer les bolcheviques géorgiens emprisonnés à Tiflis pour tentative de coup d'État. Dès les premiers incidents, il n'hésite pas à les faire à nouveau incarcérer (dont le jeune Lavrenti Beria).
Selon le journaliste suisse Jean Martin « M. Ramichvili est, en Géorgie, le maître de l'heure. Son étoile monte à l'horizon politique, et, aussi bien dans les colonies étrangères que dans les milieux géorgiens, j'ai entendu faire de lui les plus vifs éloges. On l'a baptisé le mangeur de bolcheviks. De fait, en sa qualité de ministre de l'Intérieur, il a la lourde tâche de leur tenir tête. C'est donc tout naturellement sur ce sujet que s'engage la conversation avec cet homme au grand front de penseur, au regard incisif, au visage émacié. ».
En mars 1921, après l'invasion du territoire géorgien par l'Armée rouge, il émigre en France, à Leuville-sur-Orge, avec la classe politique géorgienne.

### Exil en France
Noé Ramichvili participe, activement, à distance, à la préparation de l'insurrection nationale géorgienne d'août 1924.
En novembre 1924, Il fonde avec Akaki Tchenkéli et Spiridon Kédia pour la Géorgie, ainsi qu'avec des représentants azerbaïdjanais et Nord caucasiens en exil, le comité parisien du Mouvement Prométhée, soutenu par la Pologne. L'objectif est la constitution d'une Confédération d'États indépendants (Azerbaïdjan, Géorgie, Nord Caucase dans un 1er temps), dotée d'une unité militaire et douanière, au détriment de la partie méridionale de l'URSS. Un projet de constitution pour la Confédération est élaboré. Des missions clandestines de renseignement et d'activation de cellules de résistance sont envoyées en territoire soviétique.
En 1927, Noé Ramichvili est l'un des sept membres initiaux de la Société civile immobilière propriétaire de la résidence d'exil en France de la République démocratique de Géorgie aux côtés de représentants sociaux-démocrates, nationaux-démocrates, sociaux-fédéralistes.

### Assassinat
Le 7 décembre 1930, il est assassiné à Paris par un exilé géorgien, Parmen Tchanoukvadzé : la justice française verra en l'assassin un déséquilibré qui sera libéré quelques mois après. La plupart des témoins de l'époque estime que Parmen Tchanoukvadzé a été manipulé par la police secrète soviétique, l'OGPU.
Plus tard, deux thèses seront avancées par les historiens, les uns estiment que la police secrète "privée" de Lavrenti Beria -qui avait infiltré l'émigration géorgienne en France- a souhaité se débarrasser de l'adversaire le plus redoutable sur le plan opérationnel, les autres qu'au contraire Lavrenti Beria -qui aurait eu besoin de Noé Ramichvili en cas de retournement politique- le "ménageait" et que Staline aurait personnellement commandité l'assassinat.

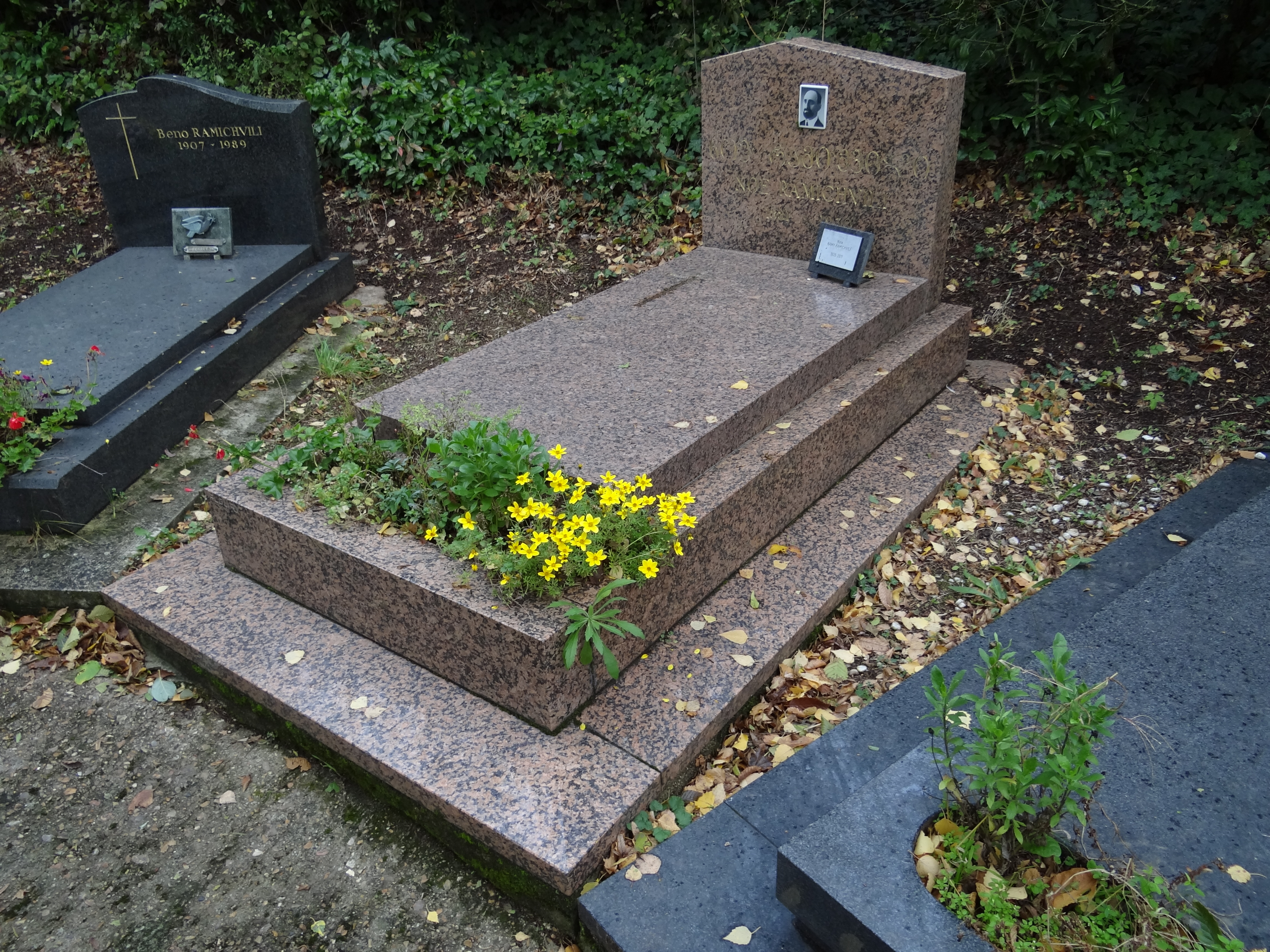
La tombe de Noé Ramichvili au cimetière de Leuville-sur-Orge (Essonne).

Il est inhumé au carré géorgien du cimetière de Leuville-sur-Orge.

### Descendance et personnalité
Marié à Maro Goguiachvili (1888-1972), il a eu plusieurs enfants, Béno (1907-1989), Akaki (1916-1999), Nina (1920-2011) et Thamar (1926-1949). Cousin de Zeïnab Kedia (ka), il est donc le grand-cousin de Salomé Zourabichvili, 5e présidente de la Géorgie.
Noé Ramichvili, plus jeune que les leaders historiques de la République démocratique de Géorgie, est souvent décrit par ses contemporains comme un homme d'action, expérimenté dans l'exercice du pouvoir, peu enclin aux contacts et aux compromis avec les bolchéviks et orateur hors pair tant en langue géorgienne qu'en langue russe. Sa proximité personnelle avec le général polonais Józef Piłsudski (fondamentalement anti-soviétique et qui avait accueilli dans son armée une centaine d'officiers supérieurs géorgiens) le rendait d'autant plus dangereux pour le pouvoir soviétique.